# Melissa Leo
Melissa Chessington Leo (Nova Iorque, 14 de setembro de 1960) é uma atriz estadunidense.
Tornou-se conhecida por seu papel no seriado de televisão Homicide: Life on the Street, onde participou até à 5ª temporada. Foi presença constante nas séries All My Children, The Young Riders e  Treme.
No cinema destacou-se em 21 Grams e The Three Burials of Melquiades Estrada. Em 2009, recebeu sua primeira indicação ao Oscar de Melhor Atriz por Rio Congelado.
Em 2011 ganhou o Oscar de Melhor Atriz Coadjuvante, por The Fighter, trabalho pelo qual também foi premiada com o Globo de Ouro e o SAG Award.

## Filmes

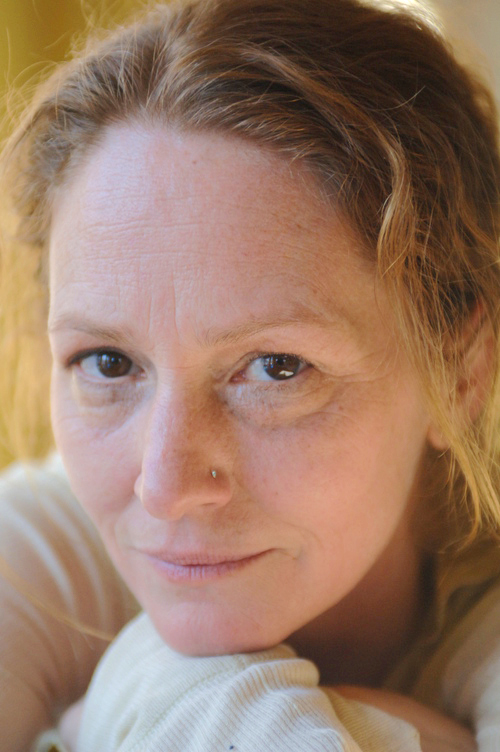
Leo em 2006.

## Principais prêmios e indicações

#### Oscar[4]
| Ano  | Categoria                | Indicação    | Notas    |
| ---- | ------------------------ | ------------ | -------- |
| 2009 | Melhor Atriz             | Frozen River | Indicado |
| 2011 | Melhor Atriz Coadjuvante | The Fighter  | Venceu   |

#### Emmy Awards
| Ano  | Categoria                                           | Indicação      | Notas    |
| ---- | --------------------------------------------------- | -------------- | -------- |
| 2011 | Melhor Atriz Coadjuvante em Minissérie ou Telefilme | Mildred Pierce | Indicado |
| 2012 | Melhor Atriz Convidada em Série de Comédia          | Louie          | Venceu   |
| 2016 | Melhor Atriz Coadjuvante em Minissérie ou Telefilme | All the Way    | Indicado |

#### Globo de Ouro
| Ano  | Categoria                          | Indicação   | Notas  |
| ---- | ---------------------------------- | ----------- | ------ |
| 2011 | Melhor Atriz Coadjuvante em Cinema | The Fighter | Venceu |

#### SAG Awards
| Ano  | Categoria                | Indicação    | Notas    |
| ---- | ------------------------ | ------------ | -------- |
| 2009 | Melhor Atriz Principal   | Frozen River | Indicado |
| 2011 | Melhor Atriz Coadjuvante | The Fighter  | Venceu   |
| 2011 | Melhor Elenco em Cinema  | The Fighter  | Indicado |

#### Satellite Awards
| Ano  | Categoria                | Indicação    | Notas    |
| ---- | ------------------------ | ------------ | -------- |
| 2008 | Melhor Atriz Principal   | Frozen River | Indicado |
| 2010 | Melhor Atriz Coadjuvante | The Fighter  | Indicado |

#### Critics' Choice Movie Awards
| Ano  | Categoria                | Indicação    | Notas    |
| ---- | ------------------------ | ------------ | -------- |
| 2009 | Melhor Atriz             | Frozen River | Indicado |
| 2011 | Melhor Atriz Coadjuvante | The Fighter  | Venceu   |
| 2011 | Melhor Elenco            | The Fighter  | Venceu   |